# ジェロッド・ワード
ジェロッド・ワード（Jerod Davanta Ward、1976年5月5日 - ）は、アメリカ合衆国ミシガン州出身のプロバスケットボール選手。ポジションはフォワード・センター。背番号3→32。206cm、106kg。

## 来歴
ミシガン大学卒業後、CBA、IBL、ABA、スペイン、クロアチア、レバノン、フランス、韓国、イタリアリーグを経て、2006年シーズン直前にbjリーグの富山グラウジーズに入団。
2007年1月27日、第1回bjリーグオールスターに主催者推薦で出場。両軍最多の34得点を挙げてEASTの勝利に貢献し、大会MVPを獲得。
2007年、中国プロバスケットボールリーグの上海シャークスに移籍。さらにアル・イテハドへ移籍。
2002年にNBAトロント・ラプターズのトレーニングキャンプに参加経験がある。
2009年に富山グラウジーズに復帰する。